# Hai Rui cessat del seu càrrec
Hai Rui cessat del seu càrrec (xinès simplificat: 海瑞罢官, pinyin: Hǎi Ruì Bàguān) és una obra de teatre satírica xinesa, destacada pel paper que va jugar a la política del país durant la Revolució Cultural.

## Història
Wu Han, qui va escriure l'obra, era un historiador (i un polític municipal de Pequín) que va centrar els seus estudis en la dinastia Ming. El 1959, Wu Han es va interessar per la vida de Hai Rui, un ministre de la dinastia Ming que va ser empresonat per haver criticat l'emperador. Wu Han va escriure diversos articles sobre la seua vida i les temibles crítiques que feu a l'emperador. Va ser llavors quan Wu va escriure una obra per a l'Òpera de Pequín, que va ser revisada diverses vegades abans de la versió final del 1961.
L’obra és una tragèdia en què un funcionari honest porta les queixes del poble a l'emperador a costa de la seua carrera. Retrata a Hai com un magistrat eficient que demana audiència a l'emperador. Llavors, Hai critica directament l'emperador per haver tolerat la corrupció i els abusos perpetrats per altres funcionaris del govern imperial. L'emperador està tan ofés per les crítiques de Hai que destituïx Hai del càrrec, tot i que tornaria a treballar després de la mort de l'emperador.
L'obra es va publicar amb el nom de ploma de Wu, Liu Mianzhi, el nom d'un erudit de la dinastia Song i partidari de Yue Fei. L'obra va tindre un gran èxit i va ser elogiada inicialment per Mao Zedong. Amb un clima polític canviant, l'obra es va sotmetre a severes crítiques.

## Importància política
Després de la representació inicial de l'obra, la crítica va començar a interpretar-la com una al·legoria de les crítiques a Mao per part de Peng Dehuai durant la Conferència de Lushan de 1959, en què les crítiques de Peng al Gran salt endavant van portar Mao a purgar-lo. Segons aquesta interpretació, Hai Rui és Peng i l'emperador Ming és Mao. El mateix Peng va estar d'acord amb aquesta interpretació i va afirmar que volia ser un Hai Rui en una carta de 1962 on sol·licitava a Mao el seu retorn a la política.
Després d'arribar a la conclusió que Hai Rui era una al·legoria per a Peng Dehuai, el 1965 Mao va idear un plan a llarg termini per eliminar el seu principal rival dins del partit, el president xinès Liu Shaoqi, criticant l'escriptor de l’obra, Wu Han. En criticar i eliminar a Wu Han, Mao planejava criticar i destituir el seu superior a Pequín, Peng Zhen, que era un dels partidaris més propers de Liu Shaoqi, amb la intenció última de criticar i eliminar el president Shaoqi.
Al començament de la Revolució Cultural, el 1966, Yao Wenyuan va publicar un article que criticava l'obra basant-se en la interpretació que la mateixa atacava al president Mao en representar positivament la postura de Peng. Wu Han es va convertir en una de les primeres víctimes de la Revolució Cultural i va morir a la presó el 1969.
Després de la purga de Wu, els maoistes radicals van purgar ràpidament de les institucions culturals de la Xina altres elements considerats dretans, i el teatre es va convertir en un instrument perquè la Banda dels Quatre atacara als seus enemics polítics. Peng Zhen i Liu Shaoqi van ser purgats poc després de Wu Han.
El dramaturg Wu Han va ser rehabilitat pòstumament el 1979, poc després de la mort de Mao.

## Altres versions
El tema també va ser objecte d'una obra escrita per Zhou Xinfang i Xu Siyan (许思言), Hai Rui envia el seu Memorial (海瑞 上疏, Hai Rui Shangshu), i l'obra va ser representada per la Shanghai Peking Opera Troupe el 1959. Zhou Xinfang també va ser arrestat i perseguit durant la Revolució Cultural i va morir el 1975.